# John Ireland (acteur)
Pour les articles homonymes, voir John Ireland.
John Ireland est un acteur, producteur et réalisateur américain né le 30 janvier 1914 à Vancouver (Canada), et mort le 21 mars 1992 à Santa Barbara en Californie.

## Biographie
John Ireland débute comme nageur professionnel dans un show aquatique puis se tourne vers le théâtre et interprète à Broadway des pièces de William Shakespeare. Il débute au cinéma en 1945 dans un film de guerre Le Commando de la mort. Il joue dans les années 1950 nombre de rôles de dur cynique dans des westerns ou des films d'aventures. Il est proposé pour les Oscars en 1949 pour son rôle dans Les Fous du roi (All the King's Men).
En 1953, il se lance dans la mise en scène avec Hannah Lee. En 1954, il poursuit en justice pour diffamation une compagnie de télévision qui l'accuse d'être un sympathisant communiste. Un accord entre les deux parties est conclu avant le jugement. En 1967, il joue dans un épisode (Judgment at Red Creek) de la série télévisée Bonanza.
Il meurt d'une leucémie le 21 mars 1992 à 78 ans. Son nom est gravé sur le Walk of Fame à Hollywood.

### Vie privée
John Ireland est le demi-frère de l'acteur Tommy Noonan.

## Filmographie

### Comme acteur

#### Cinéma
- 1945 : Le Commando de la mort (A Walk in the Sun) de Lewis Milestone : Windy Craven
- 1946 :  Behind Green Lights d'Otto Brower : l'inspecteur Engelhofer
- 1946 : Quelque part dans la nuit (Somewhere in the Night) de Joseph L. Mankiewicz : une voix
- 1946 : It Shouldn't Happen to a Dog (en) d'Herbert Leeds : Benny Smith
- 1946 : Wake Up and Dream de Kurt Neumann : Howard Williams'
- 1946 : La Poursuite infernale (My Darling Clementine) de John Ford : Billy Clanton
- 1947 : Repeat Performance d'Alfred L. Werker : narrateur
- 1947 : L'Engrenage fatal (Railroaded!) d'Anthony Mann : Duke Martin
- 1947 : Un gangster pas comme les autres (The Gangster) de Gordon Wiles  : Karty
- 1948 : Les Liens du passé (I Love Trouble) de S. Sylvan Simon : Reno
- 1948 : Open Secret (en) de John Reinhardt : 'Paul Lester
- 1948 : Marché de brutes (Raw Deal) d'Anthony Mann : Fantail
- 1948  : Mon héros (A Southern Yankee) d'Edward Sedgwick : Jed Calbern
- 1948 : La Rivière rouge (Red River) d'Howard Hawks : Cherry Valance
- 1948 : Jeanne d'Arc (Joan of Arc) de Victor Fleming : Jean de la Boussac
- 1949 : J'ai tué Jesse James de Samuel Fuller : Bob Ford
- 1949 : Les Aventuriers du désert (The Walking Hills) de John Sturges : Frazee
- 1949 : Le Maître du gang (The Undercover Man) de Joseph H. Lewis : narrateur
- 1949 : Roughshod (en) de Mark Robson : Lednov
- 1949 : Face au châtiment (The Doolins of Oklahoma) de Gordon Douglas : Bitter Creek
- 1949 : Anna Lucasta d'Irving Rapper : Danny Johnson
- 1949 : Cinq Millions dans une poubelle (Mr. Soft Touch) de Henry Levin : Early Byrd
- 1949 : Les Fous du roi (All the King's Men) de Robert Rossen : Jack Burden
- 1950 : S.O.S. - Cargo en flammes (en) (Cargo to Capetown) d'Earl McEvoy : Steve Conway
- 1950 : The Return of Jesse James (en) d'Arthur Hilton : Johnny Callum
- 1951 : La Vallée de la vengeance (Vengeance Valley) de Richard Thorpe : Hub Fasken
- 1951 : Le Foulard (The Scarf) d'Ewald André Dupont : John Howard Barrington
- 1951 : Little Big Horn de Charles Marquis Warren : John Haywood
- 1951 : The Basketball Fix (en) de Felix Feist : Pete Ferreday
- 1951 : Montagne rouge (Red Mountain) de  William Dieterle et John Farrow : John Quantrell
- 1952 : La Hyène du Missouri (The Bushwhackers) de Rod Amateau : Jefferson Waring
- 1952 : Maître après le diable (Hurricane Smith) de Jerry Hopper : Hurricane Smith
- 1953 : The 49th Man (en) de Fred F. Sears : John Williams
- 1953 : Hannah Lee: An American Primitive (en) de Lee Garmes : Sam Rochelle
- 1953 : Combat Squad (en) de Cy Roth : le sergent Fletcher
- 1954 : Les bons meurent jeunes (The Good Die Young) de Lewis Gilbert : Eddie
- 1954 : La Caravane du désert (Southwest Passage) de Ray Nazarro : Clint McDonald
- 1954 : Security Risk d'Harold Schuster : Ralph Payne
- 1954 : The Steel Cage (en) de Walter Doniger : Al (segment The Hostages)
- 1955 : The Fast and the Furious de John Ireland et Edward Sampson : Frank Webster
- 1955 : The Glass Cage (en) de Montgomery Tully : Pel Pelham
- 1955 : Une femme diabolique (Queen bee) de Ranald MacDougall : Judson Prentiss
- 1955 : Hell's Horizon (en) de Tom Gries : John Merrill
- 1956 : La Loi des armes (Gunslinger) de Roger Corman : Cane Miro
- 1957 : Règlements de comptes à O.K. Corral (Gunfight at the O.K. Corral) de John Sturges : Johnny Ringo
- 1958 : Stormy Crossing (en) de C.M. Pennington-Richards : Griff Parker
- 1958 : Son dernier vol (en) (No Place to Land) de Albert C. Gannaway (en) : Jonas Bailey
- 1958 : Traquenard (Party Girl) de Nicholas Ray : Louis Canetto
- 1959 : Med mord i bagaget (en) de Tom Younger : Johnny Greco
- 1960 : Spartacus de Stanley Kubrick : Crixus
- 1960 : Faces in the Dark de David Eady : Max Hammond
- 1961 : Return of a Stranger (en) de Max Varnel (en) : Ray Reed
- 1961 : Amour sauvage (Wild in the Country) de Philip Dunne : Phil Macy
- 1962 : Les otages doivent mourir (en) (Brushfire) de Jack Warner Jr : Jeff Saygure
- 1963 : Les 55 Jours de Pékin (55 Days at Peking) de Nicholas Ray : le sergent Harry
- 1963 : The Ceremony (en) de Laurence Harvey : le gardien de prison
- 1964 : La Chute de l'Empire romain (The Fall of the Roman Empire) d'Anthony Mann : Ballomar
- 1965 : Day of the Nightmare (en) de John A. Bushelman : l'inspecteur Dave Harmon
- 1965 : Tuer n'est pas jouer (I Saw What You Did) de William Castle : Steve Marak
- 1967 : La Gloire des canailles (Dalle Ardenne all'inferno) : le captaine O'Conner
- 1967 : Haine pour haine (Odio per odio) de Domenico Paolella : Cooper
- 1967 : Fort Utah de Lesley Selander : Tom Horn
- 1968 : El Che Guevara de Paolo Heusch : Stuart
- 1968 : Les colts brillent au soleil (Quanto costa morire) de Sergio Merolle (de) : Bill Ramson
- 1968 : Saludos hombre (Corri, uomo, corri) de   Sergio Sollima : Santillana
- 1968 : Gringo joue et gagne (Tutto per tutto) d'Umberto Lenzi : Owl
- 1968 : Les Rebelles de l'Arizona (Arizona Bushwhackers) de Lesley Selander : Dan Shelby
- 1968 : Pancho Villa de   Buzz Kulik : le client du barbier (non crédité)
- 1968 : Pour un dollar je tire (T'ammazzo! Raccomandati a Dio) d'Osvaldo Civirani : le colonel
- 1968 : La Malle de San Antonio (Una Pistola per cento bare) d'Umberto Lenzi : Douglas
- 1968 : Vendetta à l'Ouest (en) de Mario Colucci : le major Bower
- 1969 : Avec Django, ça va saigner (Quel caldo maledetto giorno di fuoco) de   Paolo Bianchini : Tarpas
- 1969 : Perversion (Femmine insaziabili) d'Alberto De Martino : Richard Salinger
- 1969 : Perversion Story (Una sull'altra) de Lucio Fulci : l'inspecteur Wald
- 1969 : Faut pas jouer avec les vierges (Zenabel - Davanti a lei tremavano tutti gli uomini) de Ruggero Deodato : Don Alonso Imolne
- 1969 : Les Guerriers de l'enfer (I Diavoli della guerra) de Bitto Albertini : le captaine Jennings
- 1970 : Le Défi des MacKenna (La sfida dei MacKenna) de León Klimovsky : Jones
- 1970 : Les Derniers Aventuriers (The Adventurers) de Lewis Gilbert : James Hadley
- 1971 :  Caxambu  de W. Lee Wilder : Vince Neff
- 1972 : Northeast of Seoul (en) de David Lowell Rich : Flanaghan
- 1972 : Escape to the Sun (en) de Menahem Golan : Jacob Kagan
- 1973 : Huyendo del halcón de Cecil Barker
- 1974 : Le manoir aux sept cadavres (en) (The House of Seven Corpses) de  Paul Harrison : Eric Hartman
- 1974 : Welcome to Arrow Beach (en) de Laurence Harvey : le sheriff Duke Bingham
- 1974 : Dieci bianchi uccisi da un piccolo indiano de Gianfranco Baldanello : Abel Webster
- 1975 : Trinita, nous voilà ! (Noi non siamo angeli) de   Gianfranco Parolini : Mr. Shark
- 1975 : Revenge of the Fists of Fury : Art Taylor
- 1975 : Adieu ma jolie (Farewell, My Lovely) : l'inspecteur Nulty
- 1976 : Il Letto in piazza (en) de Bruno Gaburro : Milton
- 1976 : Le Parfait Tueur (Quel pomeriggio maledetto) de Mario Siciliano : Jack
- 1976 : Salon Kitty de Tinto Brass : Cliff
- 1976 : The Swiss Conspiracy de Jack Arnold : Dwight McGowan
- 1977 : Verano sangriento
- 1977 : Mission to Glory: A True Story
- 1977 : Satan's Cheerleaders (en) de Greydon Clark : le sheriff
- 1977 : Love and the Midnight Auto Supply de James Polakof : Tony Santore
- 1977 : 1 million $ par meurtre (en) (The Ransom) de Richard Compton (en) : le chef Haliburton
- 1977 : Le Parfait Tueur (Quel Pomeriggio Maledetto) de Mario Siciliano : Benny
- 1978 : La Rage au cœur (Tomorrow Never Comes) de  Peter Collinson : le captaine
- 1979 : Alerte dans le cosmos (H. G. Wells' The Shape of Things to Come) de George McCowan : le sénateur Smedley
- 1979 : Guyana, la secte de l'enfer (Guyana: Crime of the Century) de   René Cardona Jr. : Dave Cole
- 1979 : Delta Fox (en) de Beverly Sebastian : Lucas Johnson
- 1979 : On the Air Live with Captain Midnight (en) de Beverly Sebastian : l'agent Pierson
- 1981 : Incubus de John Hough : Hank Walden
- 1981 : Las Mujeres de Jeremías (de) de Ramón Fernández : le juge
- 1984 : Martin's Day d'Alan Gibson : Brewer
- 1985 : Miami Golem d'Alberto De Martino : Anderson
- 1985 : Les Diamants de l'Amazone (The Treasure of the Amazon) de René Cardona Jr. : le prêtre
- 1986 : Détruisez le Thunder Run (en) (Thunder Run) : George Adams
- 1987 : Terror Night (en) de Nick Marino : Lance Hayward
- 1988 : Le Messager de la mort (Messenger of Death) de  J. Lee Thompson : Zenas Beecham
- 1989 : Sundown (en) d'Anthony Hickox : Ethan Jefferson
- 1990 : The Graveyard Story de Bozidar D. Benedikt : le Dr. McGregor
- 1990 : Big Bad John (en) de  Burt Kennedy :
- 1992 : Hammer Down de James Shavick : Lt Bates
- 1992 : Waxwork 2 : Perdus dans le temps (Waxwork II: Lost in Time) : le roi Arthur

#### Télévision
- 1959 : Sweet Poison : Buck Carpenter
- 1960 : Thriller (série)
- 1961 : The Foxes
- 1960 : The Cheaters (série) : John Hunter
- 1970 : Le Virginien saison 9 épisode 03  (Jenny) : Kinroy
- 1974 : The Phantom of Hollywood (en) :  le lieutenant Gifford
- 1974 : The Girl on the Late, Late Show (en) : Bruno Walters
- 1974 : La Planète des singes (série) : Braun
- 1977 : La Petite Maison dans la prairie, épisode La Chasse aux papillons (3.12) : Wendell Loudy
- 1978 : La Petite Maison dans la prairie, épisode Le Pari (5.3) : Frank Carlin
- 1978 : The Millionaire (en) : Marshall Wayburn
- 1979 : Crossbar (en) : Miles Kornylo
- 1980 : The Courage of Kavik, the Wolf Dog (en) : George Hunter
- 1980 : Tourist : Joe Virgil Sr.
- 1980 : Marilyn, une vie inachevée (Marilyn: The Untold Story) : John Huston
- 1982 : Cassie and Co. (série) : Shack Shackleford
- 1983 : A Matter of Cunning : John Markham
- 1984 : Santa Barbara  (série) : John Ireland
- 1986 : Seasons in the Sun (série) : Keith Slattery
- 1988 : Bonanza : La Nouvelle Génération (Bonanza: The Next Generation) (série) : Aaron Cartwright
- 1988 : Perry Mason: The Case of the Lady in the Lake : Walter
- 1988-1990 : War of the Worlds (série) : apparition

### Comme réalisateur
- 1953 : Hannah Lee: An American Primitive (en)
- 1955 : The Fast and the Furious
- 1971 : L'Étrangleur de Vienne (Lo Strangolatore di Vienna)

### Comme producteur
- 1953 : Hannah Lee: An American Primitive (en)